# Schlotheimia fasciculata
Schlotheimia fasciculata är en bladmossart som beskrevs av Mitten 1869. Schlotheimia fasciculata ingår i släktet Schlotheimia och familjen Orthotrichaceae. Inga underarter finns listade i Catalogue of Life.